# Лагер

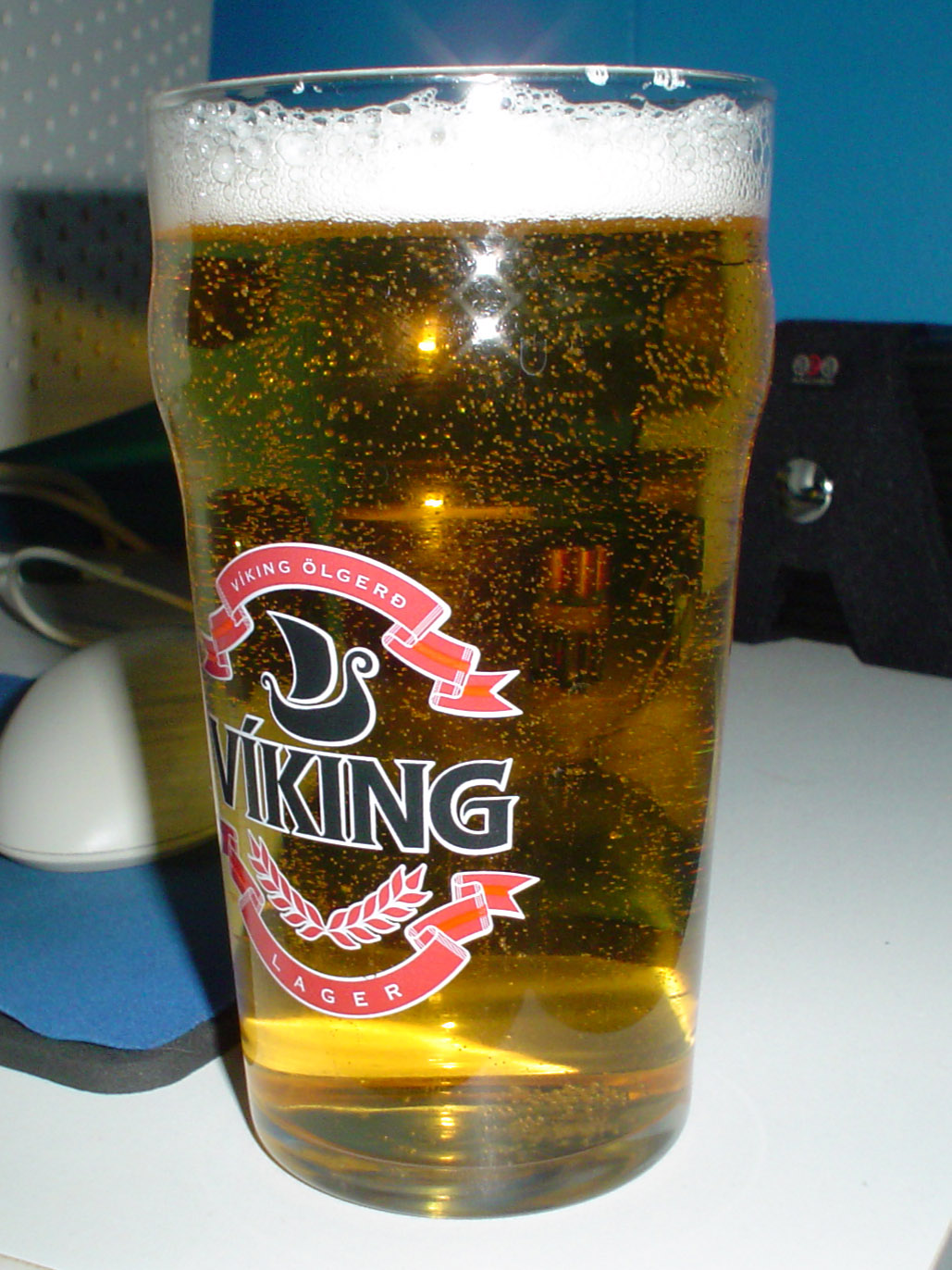
Стакан исландского пива типа лагер

Ла́гер (от нем. Lagerbier «пиво, дозревающее при хранении») — тип пива, при изготовлении которого используется низовое брожение с последующей ферментацией при низкой температуре. В настоящее время это наиболее распространённый тип пива, доля которого в мировом потреблении доходит до 80 %.
Типичная технология изготовления лагера — сваренное пивное сусло охлаждают, добавляют дрожжи и перекачивают в бак, где сусло бродит около недели. При этом поддерживается определённая температура, чтобы предотвратить окисление. В норме лагер сбраживается при температуре +5…+12 °C. В конце главного брожения пиво шпунтуется (герметично закрывается) для карбонизации. После расщепления диацетила пиво охлаждается и отправляется на лагерную выдержку. При использовании цилиндро-конических танков съём дрожжей происходит после охлаждения. При использовании открытого брожения дрожжи снимаются при перекачке пива из открытого ферментера в лагерный танк. Дображивание и созревание пива при низкой температуре длится примерно 21 день, иногда — дольше. Затем пиво фильтруют и разливают в сосуды (бочки, бутылки, банки и тому подобное). Также существует нефильтрованные лагеры. Бутылочное пиво часто пастеризуют или используют тонкую фильтрацию для увеличения срока хранения.
Лагер может быть как светлым, так и тёмным и даже чёрным.
В России лагер также является наиболее распространённым типом пива. В 2014 году продажи лагера в России составили 97 % всех розничных продаж пива в натуральном выражении.

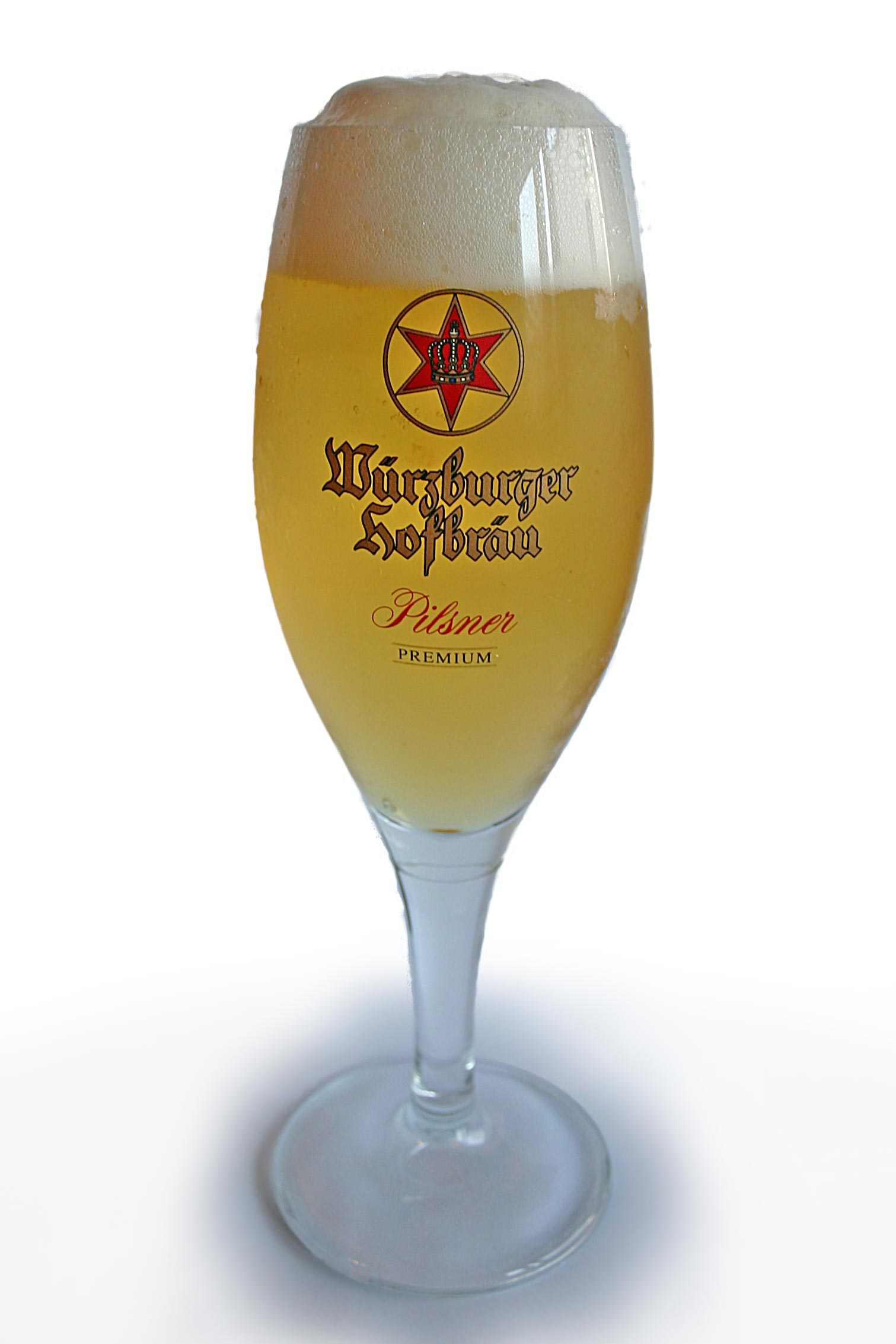
Бокал Пильзнера

## Основные сорта лагера
- Светлый лагер (Light lager)
  - Лёгкий американский лагер
  - Стандартный американский лагер
  - Американский премиум лагер
  - Мюнхенское светлое (Хелль)
  - Дортмундское экспортное

- Пильзнер (Pilsner)
  - Немецкий пильзнер (Pils)
  - Богемский пильзнер
  - Классический американский пильзнер

- Европейский янтарный лагер
  - Венский лагер (Vienna lager)
  - Мартовское пиво/Октоберфест (Märzen/Oktoberfest)

- Тёмный лагер
  - Тёмный американский лагер
  - Мюнхенское тёмное
  - Шварцбир (Schwarzbier) — чёрное пиво
  - Балтийский портер

- Бок (Bock)
  - Майбок/Светлый бок (Maibock/Helles Bock)
  - Традиционный бок (Traditional Bock)
  - Допельбок (Doppelbock)
  - Айсбок (Eisbock) — ледяной бок